# Picornavirus
Picornavirus är en familj av enkelsträngade RNA-virus. Det är en av de största virusfamiljerna och inkluderar bland annat viruset som orsakar förkylning. Även viruset som orsakar Hepatit A hör till familjen picornavirus.